# Hornillos de Cerrato (kommun)
Hornillos de Cerrato är en kommun i Spanien.   Den ligger i provinsen Provincia de Palencia och regionen Kastilien och Leon, i den centrala delen av landet, 180 km norr om huvudstaden Madrid. Antalet invånare är 115.